# جانی باکلند
جاناتان مارک باکلند (به انگلیسی: Jonathan Mark Buckland)
(۱۱ سپتامبر ۱۹۷۷ در لندن) گیتاریست اهل انگلستان است. او عضو گروه کلدپلی است.او در دبیرستان با کریس مارتین همکلاس بوده و با هم تصمیم به ساخت گروه موسیقی در سبک راک می کنند.جانی باکلند علاوه بر گیتار نیز کیبورد می نوازد.